# گیلبرت ای. پیرس
گیلبرت ای. پیرس (به انگلیسی: Gilbert A. Pierce) سناتور سابق عضو حزب جمهوری‌خواه ایالات متحده آمریکا بود. وی در سال ۱۸۸۹ تا ۱۸۹۱ میلادی سناتور ایالت داکوتای شمالی در سنای ایالات متحده آمریکا بود.